# Haizhu Bandao
Haizhu Bandao (chinesisch 海珠半島) ist eine Halbinsel an der Ingrid-Christensen-Küste des ostantarktischen Prinzessin-Elisabeth-Lands. Im Gebiet der Larsemann Hills trennt sie den Thala-Fjord im Westen von der Quilty Bay im Osten. Sie ist gekennzeichnet durch zahlreiche Süßwassertümpel. Auf ihr befindet sich die indische Bharati-Station.
Chinesische Wissenschaftler benannten sie im Jahr 1993 im Zuge von Vermessungs- und Kartierungsarbeiten. Der weitere Benennungshintergrund ist nicht überliefert.